# Birney (Montana)
Birney – jednostka osadnicza w Stanach Zjednoczonych, w stanie Montana, w hrabstwie Rosebud.